# Deutsches Reichs-Adressbuch für Industrie, Gewerbe und Handel
Das Deutsche Reichs-Adressbuch für Industrie, Gewerbe und Handel war ein ab Ende des 19. Jahrhunderts bis kurz vor dem Ende des Zweiten Weltkrieges erschienenes Adressbuch mit Informationen über Unternehmen der Industrie sowie über Gewerbe- und Handelsunternehmen. Das zeitweilig im Eigenverlag in Berlin, später in München und Berlin bei Rudolf Mosse herausgegebene Periodikum erschien während des Deutschen Kaiserreichs ab 1898/99 über die Weimarer Republik bis in die Zeit des Nationalsozialismus im Jahr 1943. Anfang der 1930er Jahre titelten die Bände von 1930 bis 1932 abweichend als Deutsches Reichsadressbuch für Industrie, Gewerbe, Handel, Landwirtschaft.
Nachfolger wurde das bei Rudolf Mosse erschienene Deutsche Reichs-Adressbuch für Wirtschaft und Verkehr mit den verschiedenen Untertiteln Das Handwerk sowie Orte und Länder und Waren und Leistungen nach Branchen.